# Maicel Malone-Wallace
Maicel Malone-Wallace (née le 6 juin 1969 à Indianapolis) est une athlète américaine spécialiste du 400 mètres.

## Carrière
Elle fait ses débuts sur la scène internationale à l'occasion des Championnats du monde juniors 1988 de Sudbury, se classant deuxième du 400 mètres derrière l'Est-allemande Grit Breuer. Elle s'illustre ensuite lors des Universiades d'été en s'imposant lors des éditions 1991 et 1993. Sélectionnée dans l'équipe des États-Unis lors des Championnats du monde de Stuttgart, Maicel Malone remporte la médaille d'or du relais 4 × 400 mètres aux côtés de Gwen Torrence, Natasha Kaiser et Jearl Miles. Elles établissent en 3 min 16 s 71 un nouveau record des championnats du monde et devancent finalement la Russie et le Royaume-Uni. Elle devient championne des États-Unis du 400 m en 1995. L'année suivante, l'Américaine décroche la médaille d'or du relais 4 × 400 m des Jeux olympiques d'Atlanta (avec Rochelle Stevens, Kim Graham et Jearl Miles) avec le temps de 3 min 20 s 91, devant le Nigeria et l'Allemagne. Dans cette discipline, elle s'adjuge deux médailles d'argent supplémentaires lors des Championnats du monde 1997 et 1999.

## Records
- 400 m : 50 s 05 (06/07/1994, Lausanne)

## Palmarès
| Date | Compétition                   | Lieu      | Résultat | Performance |
| ---- | ----------------------------- | --------- | -------- | ----------- |
| 1988 | Championnats du monde juniors | Sudbury   | 1re      | 400 m       |
| 1991 | Universiade d'été             | Sheffield | 1re      | 400 m       |
| 1993 | Universiade d'été             | Buffalo   | 1re      | 400 m       |
| 1993 | Championnats du monde         | Stuttgart | 1re      | 4 × 400 m   |
| 1994 | Finale du Grand Prix          | Paris     | 3e       | 400 m       |
| 1995 | Championnats du monde         | Göteborg  | 7e       | 400 m       |
| 1996 | Jeux olympiques               | Atlanta   | 1re      | 4 × 400 m   |
| 1997 | Championnats du monde         | Athènes   | 2e       | 4 × 400 m   |
| 1999 | Championnats du monde         | Séville   | 2e       | 4 × 400 m   |